# Ankaratrotrox descarpentriesi
Ankaratrotrox descarpentriesi är en skalbaggsart som beskrevs av Renaud Maurice Adrien Paulian 1978. Ankaratrotrox descarpentriesi ingår i släktet Ankaratrotrox och familjen Aulonocnemidae. Inga underarter finns listade i Catalogue of Life.